# Eupithecia lechriotorna
Eupithecia lechriotorna là một loài bướm đêm trong họ Geometridae.